# Inferno (Strindberg)

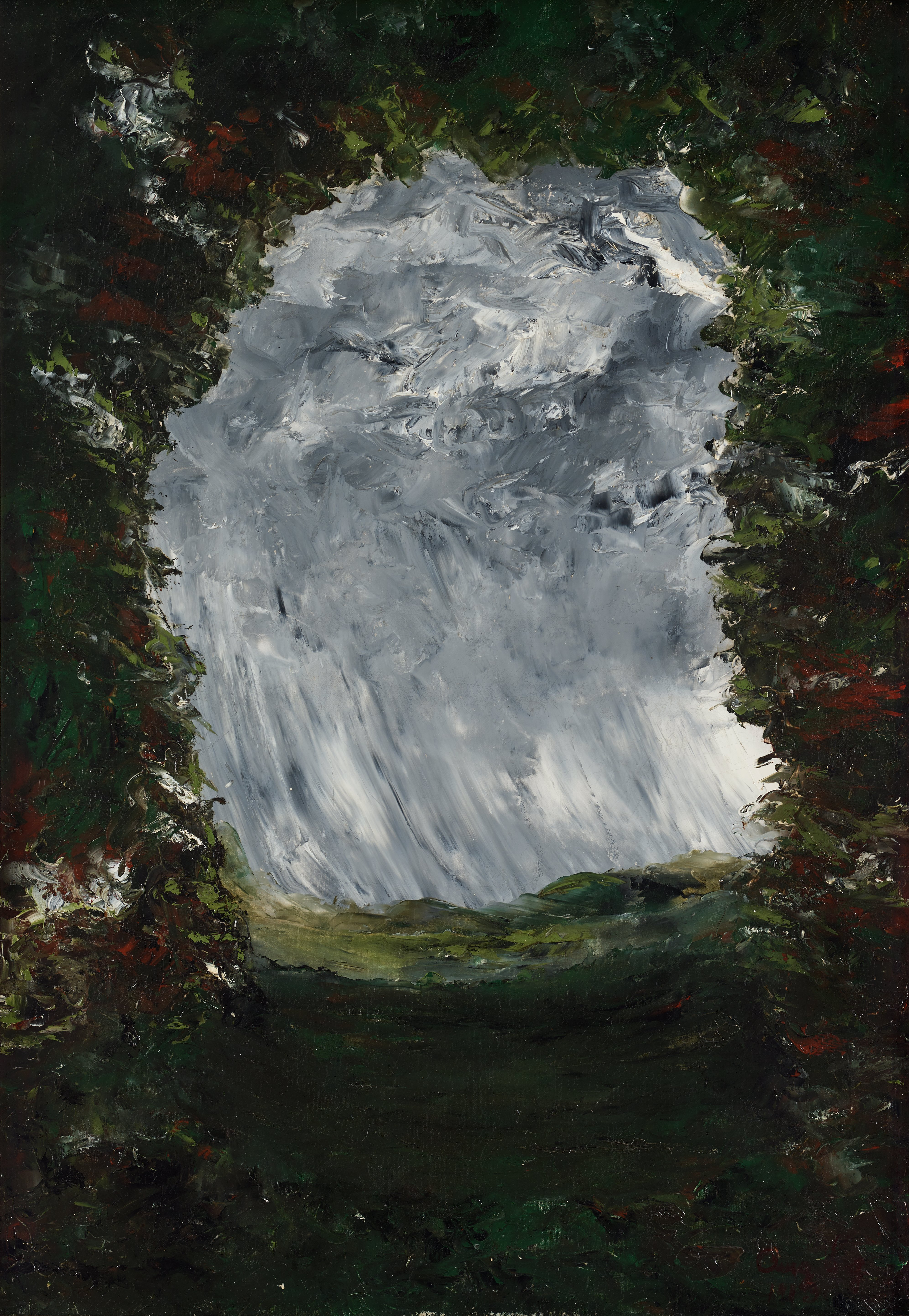
August Strindberg, Inferno, 1901, olio su tela, 100 x 70 cm. [https://www.bukowskis.com/sv/auctions/601/403-august-strindberg-inferno-inferno-tavlan-oil-on-canvas-100-cm-70-cm-signed-and-dated-1901 Bukowskis

Inferno è un romanzo autobiografico di August Strindberg. Scritto in francese nel 1896-97 al culmine dei problemi dell'autore con la censura e le donne, l'opera tratta della vita di Strindberg durante e dopo il suo soggiorno a Parigi, ed esplora le sue molteplici ossessioni, quali alchimia, occultismo e Swedenborgianismo, e mostra i segni di paranoia e nevroticismo.
Il libro fa spesso riferimento alla personale nevrosi di Strindberg, così come alle manie di persecuzione, anche se è da molti ritenuto che, sebbene egli avesse effettivamente sofferto di leggeri sintomi nevrotici, egli abbia accentuato questi caratteri per effetti drammatici.
Lo stile è estremamente sperimentale e per molti aspetti pionieristico della prosa moderna.